# Nitrite d'isopropyle
Le nitrite d'isopropyle (IPN) ou « nitrite de 2-propyle » désigne un composé chimique synthétique de la famille des nitrites d'alkyle, de formule C3H7ONO. C'est un ester de l'acide nitreux et de l'isopropanol.
Il est hautement toxique (potentiellement mortel) si ingéré, mais ce produit, d'abord mis sur le marché comme médicament, a ensuite été détourné pour d'autres usages : il est depuis les années 1970 utilisé comme drogue récréative (inhalation de sa vapeur utilisée comme « popper », qui lorsqu’il est inhalé détend les muscles lisses des sphincters, donne une impression (éphémère) d’euphorie, génère une sensation de chaleur corporelle et facilite la pénétration anale, ce qui l’a fait apprécier dans certains contextes festifs et/ou sexuels (il est vendu dans les sex-shops sous le nom de poppers).

## Description
A température ambiante il se présente comme un liquide huileux jaune pâle, à l'odeur "chimique" caractéristique, et très volatil.

## Histoire
Cette famille de composés chimiques a commencé à être synthétisée avant le milieu du XIXe siècle, par Antoine Balard. Les effets de leur inhalation à petites doses ont commencé à être décrits vers la fin des années 1850 et Thomas L Brunton l'utilise dans le traitement des affections cardiaques peu après, dont l'angine de poitrine.
Ce produit a largement remplacé le nitrite d'isobutyle dans les poppers depuis que ce dernier a été déclaré cancérigène et il a les mêmes propriétés de vasodilatateur, mais semble présenter une toxicité intrinsèque pour l’œil et la vision.

## Fabrication
Cette molécule est fabriquée à partir d'isopropanol.

## Toxicologie, sécurité
- Effet sur la vision et l’œil humain : Depuis que ce produit a remplacé le nitrite d'isobutyle dans les poppers, la littérature médicale signale chez les consommateurs de poppers (parfois dès le premier usage) un nombre croissant de cas de maculopathie (lésion interne de l’œil associée à une déficience visuelle caractérisée par un effacement du centre du champ visuel (scotome central), à des taches jaunes fovéales bilatérales et à une perturbation de la jonction segment interne / segment externe (IS/OS)[8]. Cet effet peut être réversible si le patient cesse d’utiliser les poppers[9].
- toxicité aigüe par ingestion :  Ce produit est nocif (mortellement éventuellement) s’il est avalé.
- nocivité par inhalation trop souvent ou à fortes doses ou chez des personnes prédisposées ; tout comme les autres molécules de nitrites d'alkyle, il dilate les muscles des sphincter, peut provoquer des maux de tête et une forte chute de la pression sanguine, corrélativement à une sensation de forte chaleur corporelle.
- chez la femme enceinte, il franchit la barrière placentaire et peut être dangereux pour l’embryon, le fœtus ou le bébé au moment de la naissance (privation d’oxygène).